# NGC 7205A
NGC 7205A је спирална галаксија у сазвежђу Индијанац која се налази на NGC листи објеката дубоког неба.
Деклинација објекта је - 57° 27' 51" а ректасцензија 22h 7m 32,0s. Привидна величина (магнитуда) објекта NGC 7205 износи 13,8 а фотографска магнитуда 14,5. NGC 7205A је још познат и под ознакама ESO 146-7, IRAS 22041-5742, PGC 68083.